# Mataru Utara
Mataru Utara is een bestuurslaag in het regentschap Alor van de provincie Oost-Nusa Tenggara, Indonesië. Mataru Utara telt 1243 inwoners (volkstelling 2010).